# Crustoderma carolinense
Crustoderma carolinense är en svampart som beskrevs av Nakasone 1984. Crustoderma carolinense ingår i släktet Crustoderma och familjen Meruliaceae.   Inga underarter finns listade i Catalogue of Life.